# تغییرات در عشق تو
تغییرات در عشق تو (به فرانسوی: Variations sur le même t'aime) دومین آلبوم خواننده محبوب فرانسوی، ونسا پارادی است که در سال ۱۹۹۰ منتشر شد. این آلبوم شامل تک‌آهنگ‌های موفق «تندم» و «به او بگو که دوستش دارم» می‌باشد.
| بررسی انتقادی | بررسی انتقادی |
| منبع          | رتبه‌بندی      |
| ------------- | ------------- |
| Allmusic      | [ ۱ ]         |

## پیشینه و نگارش
برای ساخت این آلبوم پارادی دوباره با ترانه‌نویسان و تهیه‌کنندگان آلبوم اول خود (ام‌وجی) متحد شد. با این حال او با شخص جدید – سرژ گنسبور – نیز همکاری کرد. گنسبور آمد و در نوشتن و تولید آلبوم کمک کرد. اگرچه این آلبوم موفق بود و در جدول، بالاتر از اولین آلبوم ونسا قرار گرفت، اما هیچ‌یک از تک آهنگ‌های آن با موفقیت «جو راننده تاکسی» برابر نشد.
این آلبوم که به‌طور مداوم منسجم‌ترین اثر ونسا پارادی نامیده می‌شود، یکی از مشهورترین آثار موسیقی فرانسوی از دهه ۱۹۹۰ باقی مانده‌است. بهترین تک آهنگ شناخته شده این آلبوم: «تندم» نام دارد. اشعار سرژ گنسبور که از اهمیت بالایی برخوردار است، در نوشت این آلبوم، سطرهایی از جمله عنوان آلبوم (تغییرات در عشق شما) به صورت کنایه یا دو زبانی می‌چکد. به همین دلیل هر آهنگ بسته به دیدگاه شنونده، تا سه تفسیر متفاوت دارد.
در لغت «Variations sur le même t'aim» به معنای «تغییرات در عشق تو» یا همان «دوستت دارم» معنای دوگانه «تغییرهایی در یک موضوع» است - این عنوان توسط سرژ گینزبورگ نیز ابداع شده‌است که کنایه ای از موفقیت او با جین برکین در ترانه «دوستت دارم… من هم نه» است. این آلبوم به عنوان آخرین آلبومی است که گنسبور قبل از مرگش در سال ۱۹۹۱ برای یک خواننده زن روی آن کار کرد.
تغییرات در عشق تو با حفظ سنت تمام آلبوم‌های ونسا پارادی دارای یک آهنگ انگلیسی زبان، بازسازی ترانه «Walk on the Wild Side» (راه رفتن در سمت غربی) از لو رید است. تک آهنگ «به او بگو که دوستش دارم» همچنین پر اجراترین آهنگ (زنده) این آلبوم است. علیرغم انتشار در سال ۱۹۹۰، این آلبوم به‌طور مداوم در چاپ باقی مانده‌است و هر سال تعداد قابل توجهی از نسخه‌های آن به فروش می‌رسد، عمدتاً در زادگاه پارادی، فرانسه، و همچنین در کانادا توسط فرانسوی زبانان.

## پرسنل[۵]
- مارینا آلبرت - خواننده پشتیبان
- آنتونیتی، پاسکو و الاس - طراحی
- پاتریک بورگوین - ساکسیفون در «راه رفتن در سمت غربی» و «Au charme non plus»
- آن کالورت - خواننده پشتیبان
- برتراند شانته - تنظیم کننده، مهندس و میکس
- فیلیپ کوست - مهندس اضافی
- الکس فرلا - دستیار مهندس
- کارول فردریک - خواننده پشتیبان

## نمودار
| نمودار (۱۹۹۰)           | موقعیت اوج |
| ----------------------- | ---------- |
| آلبوم‌های فرانسوی (SNEP) | ۶          |

## گواهینامه‌ها
| منطقه                            | گواهی  | واحد گواهی‌شده/فروش |
| -------------------------------- | ------ | ------------------ |
| فرانسه (اس‌ان‌ئی‌پی)                | پلاتین | ۳۰۰٬۰۰۰*           |
| * رقم فروش تنها بر پایهٔ گواهی‌ها. |        |                    |